# Skepparkroken
Skepparkroken är en tidigare tätort i Ängelholms kommun i Skåne län. Från 2015 räknas området som en del av tätorten Ängelholm.

## Beskrivning
Skepparkroken ligger i viken Skälderviken och uppstod som hamn till Ängeltofta. Cirka tre kilometer åt nordväst ligger Magnarp och Vejbystrand. Cirka en kilometer åt öster ligger Barkåkra station.

## Befolkningsutveckling
| Befolkningsutvecklingen i Skepparkroken 1990–2010    | Befolkningsutvecklingen i Skepparkroken 1990–2010 | Befolkningsutvecklingen i Skepparkroken 1990–2010 | Befolkningsutvecklingen i Skepparkroken 1990–2010 | Befolkningsutvecklingen i Skepparkroken 1990–2010 |
| ---------------------------------------------------- | ------------------------------------------------- | ------------------------------------------------- | ------------------------------------------------- | ------------------------------------------------- |
|                                                      |                                                   |                                                   |                                                   |                                                   |
| År                                                   |                                                   |                                                   | Folkmängd                                         | Areal (ha)                                        |
| 1990                                                 | 1990                                              |                                                   | 640                                               | 78                                                |
| 1995                                                 | 1995                                              |                                                   | 645                                               | 78                                                |
| 2000                                                 | 2000                                              |                                                   | 678                                               | 78                                                |
| 2005                                                 | 2005                                              |                                                   | 705                                               | 78                                                |
| 2010                                                 | 2010                                              |                                                   | 743                                               | 78                                                |
| Anm.: Ny tätort 1990, sammanvuxen med Ängelholm 2015 |                                                   |                                                   |                                                   |                                                   |